# Abiy Ahmed Ali
Abiy Ahmed Ali (Beshasha, 15 agosto 1976) è un politico ed ex militare etiope, insignito del premio Nobel per la pace 2019 e primo ministro dell'Etiopia dal 2 aprile 2018.
Nell'ottobre 2021, Abiy Ahmed ha ufficialmente prestato giuramento per un secondo mandato di 5 anni. A partire da novembre 2020 una serie di tensioni etniche e politiche sono sfociate nella guerra del Tigrè e in gravi scontri con altri gruppi ribelli.

## Biografia
Di etnia oromo, il gruppo etnico maggioritario del Paese, ma anche il più marginalizzato.
Da giovane è stato un attivista nella lotta armata contro il regime comunista del dittatore Menghistu Hailé Mariàm. Successivamente ha prestato servizio nell'esercito etiope.
Ha studiato informatica, leadership ed economia, laureandosi nel 2017 con un dottorato in ricerca sulla pace e sui conflitti presso l'Università di Addis Abeba.
È stato tra i fondatori dell'Agenzia etiope per la sicurezza delle reti di informazione, da lui diretta dal 2008 al 2010.
Nel 2010 è stato eletto deputato per l'Organizzazione democratica dei popoli Oromo.
Dal 2015 al 2016 è stato Ministro della Scienza e della tecnologia nel governo di Hailé Mariàm Desalegn.
È stato nominato primo ministro il 2 aprile 2018, dopo tre anni di proteste di piazza da parte della propria etnia contro il primo ministro Hailé Mariàm Desalegn, di etnia tigrina, culminate con 300 morti e la dichiarazione dello stato di emergenza.
Considerato un politico riformista, ha promosso la riappacificazione con l'Eritrea, tentando di portare a termine il conflitto armato iniziato nel 1998. Il suo governo ha rinunciato alle rivendicazioni territoriali nella zona di Badme. Ha sostenuto l'applicazione dell’accordo di pace promosso dalle Nazioni Unite nel 2000, che prevede la cessione di alcuni territori all'Eritrea. 
Ha concordato con il dittatore eritreo Isaias Afewerki la riapertura delle rispettive ambasciate e la ripresa dei commerci. È stata ristabilita la rotta aerea diretta tra le capitali dei due paesi e le linee telefoniche dirette tra i due stati, interrotte da circa vent'anni.
Tra le varie riforme varate nei suoi primi cento giorni di governo, vi sono la parziale privatizzazione di alcune grandi imprese statali, la liberazione di migliaia di prigionieri politici, la fine dello stato d'emergenza e la denuncia dell'uso della tortura da parte dei servizi di sicurezza, nonché il licenziamento dei funzionari carcerari accusati di violazione dei diritti umani. Inoltre, ha rimosso il divieto alla creazione di nuovi partiti.
Nel 2019 ha vinto il premio Nobel per la pace per "i suoi sforzi per raggiungere la pace e la cooperazione internazionale, e in particolare per la sua decisiva iniziativa nel risolvere il conflitto con la confinante Eritrea".
All'inizio del novembre 2020, dopo mesi di gravi divergenze politiche tra governo federale e governo locale della regione dei Tigrè, contrario agli accordi di pace conclusi dall'Etiopia con la confinante Eritrea, in reazione a un attacco bellico compiuto dalle forze del Fronte Popolare di Liberazione del Tigrè contro un drappello federale di stanza nella caserma di Macallè, ed in seguito a divergenze sulla data delle elezioni ha ordinato all'esercito di intraprendere un'offensiva militare per contrastare i ribelli. Pochi gioni dopo il Parlamento federale ha sostenuto la sua azione votando per lo scioglimento del governo locale del Tigrè.
Il 29 novembre 2020 il governo etiope prende il controllo di Macallè. I leader del TPLF si sono rifugiati sulle montagne. Secondo le organizzazioni per la difesa dei diritti umani, che hanno denunciato violenza da entrambe le parti, le tre settimane di guerra hanno determinato l'uccisione di migliaia di persone, compresi civili che si erano messi in marcia per fuggire dalla linea del fronte e la fuga di 5 milioni di etiopi, espatriati nel vicino Sudan.
Nei mesi successivi i separatisti del Tigrè hanno riconquistato Macallè e Ahmed ha dichiarato un cessate il fuoco unilaterale.
In seguito la situazione è ulteriormente peggiorata, con il Fronte Popolare di Liberazione del Tigrè ed altri gruppi ribelli che ad inizio novembre 2021 si erano avvicinati alla capitale.
Ad inizio dicembre l'esercito etiope era riuscito a fermare l'avanzata dei ribelli.

## Accuse di plagio nella tesi di dottorato
Nel 2023, studiosi della World Peace Foundation della Tufts University hanno sollevato gravi accuse di plagio riguardanti la tesi di dottorato di Abiy Ahmed, discussa presso l'Università di Addis Abeba nel 2017.
Secondo l’analisi, il secondo capitolo della tesi, dedicato alla revisione della letteratura, mostra un tasso di somiglianza del 62 % con fonti precedenti, con contenuti copiati in tutte le 41 pagine del capitolo senza adeguata citazione.
Gli autori dello studio hanno chiesto una revisione indipendente o la revoca del titolo accademico, sottolineando che l'Università di Addis Abeba aveva già annullato un titolo di master nel 2019 a causa di casi simili e possiede linee guida rigorose contro il plagio.
Finora, né l’università né il primo ministro hanno rilasciato dichiarazioni ufficiali, e non è noto se sia stata avviata un’indagine formale sulla questione.

## Vita privata
È sposato con Zinash Tayachew, una donna di etnia Amhara, originaria di Gondar, conosciuta mentre entrambi prestavano servizio nelle forze di difesa etiopiche. Hanno quattro figli, di cui uno adottivo. È un appassionato di fitness.
Abiy è poliglotta e parla afaan oromo, amarico, tigrino e inglese. È di religione cristiana evangelica pentecostale.